# Patata novella campana
La patata novella campana è un tipo di patata primaticcia coltivata nel nolano e nell'agro nocerino sarnese, a Boscoreale e a Pompei.
La coltivazione avviene in un ciclo varietà precoci e precocissime, la cui crescita è favorita dai climi miti, con semine che vanno da gennaio agli inizi di marzo e raccolte a partire dagli inizi di maggio, fino a metà giugno.
Il terreno utilizzato, proviene per il 70% dall'agro acerrano-mariglianese, detto anche la pianura di Polvica, che produce anche il 77% della produzione di patata comune. Nel salernitano, i terreni si concentrano principalmente nell'Agro Nocerino Sarnese.
Allo scopo di individuare le migliori varietà di patata da utilizzare, l'Istituto Sperimentale per le Colture Industriali (Sezione di Battipaglia) svolge delle indagini annuali in collaborazione con la Regione Campania – Se.S.I.R.C.A. e con gli operatori della “Borsa patata regionale”.
Le varietà utilizzate sono: la Adora, Alcmaria, Aminca, Arielle, Berber, Carrera, Concurrent, Inova, Marine.
Esiste anche una patata campana comune e bisestile a seconda del periodo di raccolta.

## Caratteristica
- forma = tondeggiante, ovale, ellittica, claviforme
- buccia = di colore giallastro, rossastro e violaceo
- polpa = bianca-giallastra

## Utilizzi
Principalmente a fresco, in insalata.